# UNMISET
La missione di sostegno delle Nazioni Unite a Timor Est, o UNMISET (dall'inglese United Nations Mission of Support to East Timor) è stata una missione dell'ONU volta a consolidare l'indipendenza dello stato asiatico.
Il 20 maggio 2002 Timor Est è stato riconosciuto a livello internazionale come stato indipendente, ponendo fine al processo durato due anni e mezzo in cui le Nazioni Unite sono state presenti nella regione tramite la Amministrazione transitoria delle Nazioni Unite a Timor Est (UNTAET).
Tutte le forze militari e di polizia furono trasferite alla nuova missione. Progettata per coprire un periodo di due anni, finché le responsabilità operative non fossero state prese in carico dalle autorità di Timor Est, UNMISET fu estesa per un anno supplementare, e ha concluso il suo mandato il 20 maggio 2005.